# Ulan Bator bokmässa

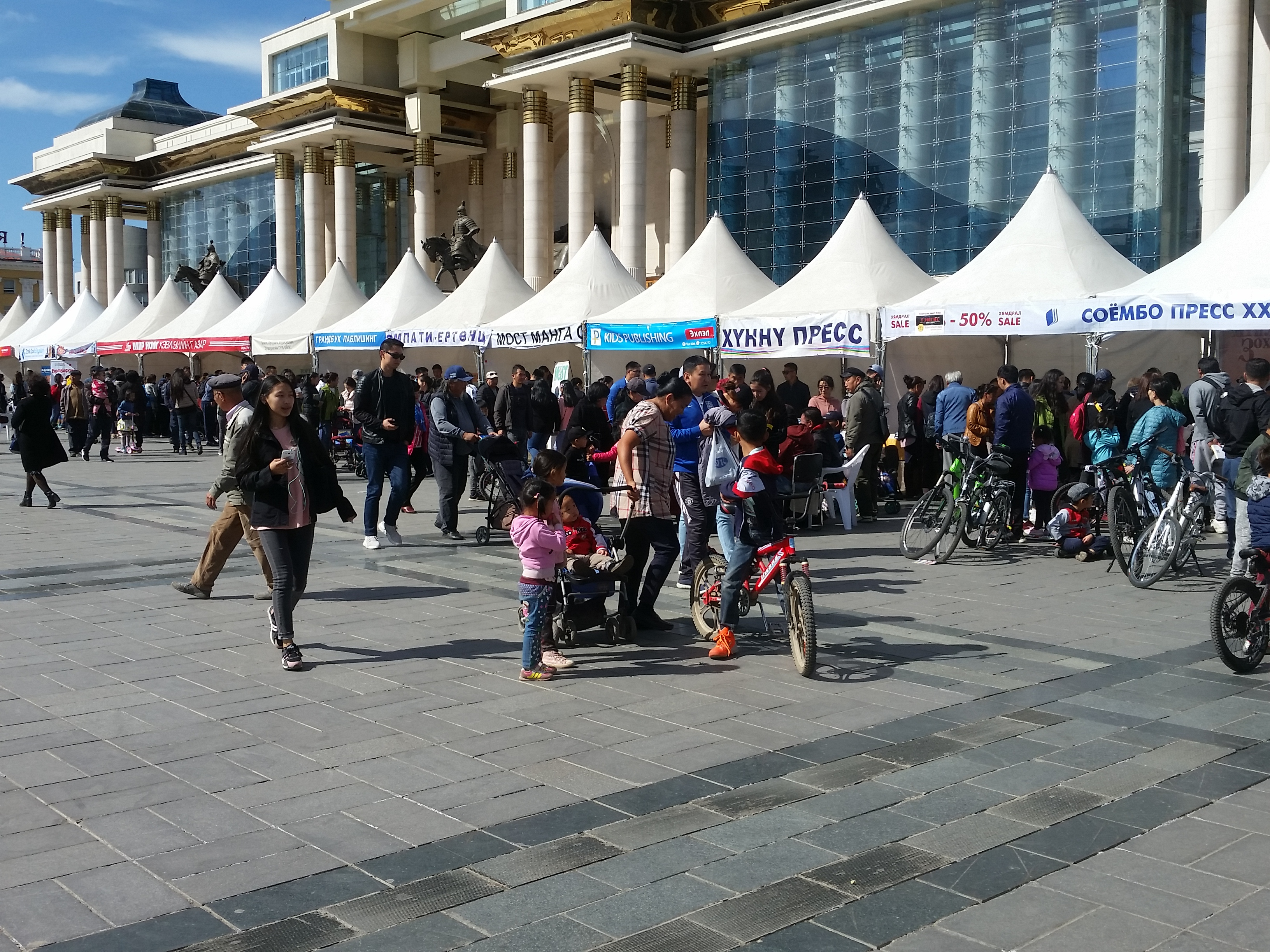
Ulaanbaatar bokmässa

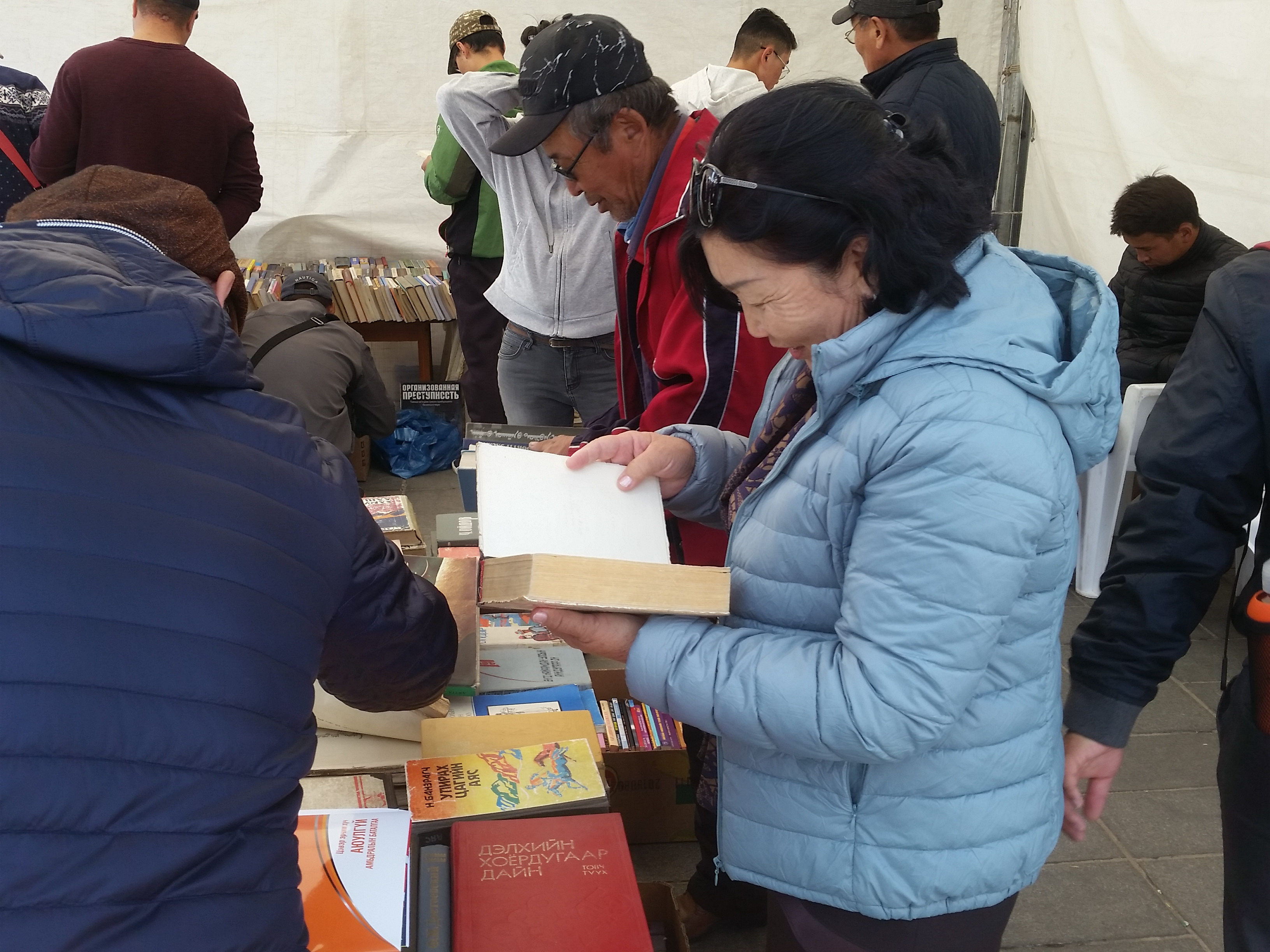

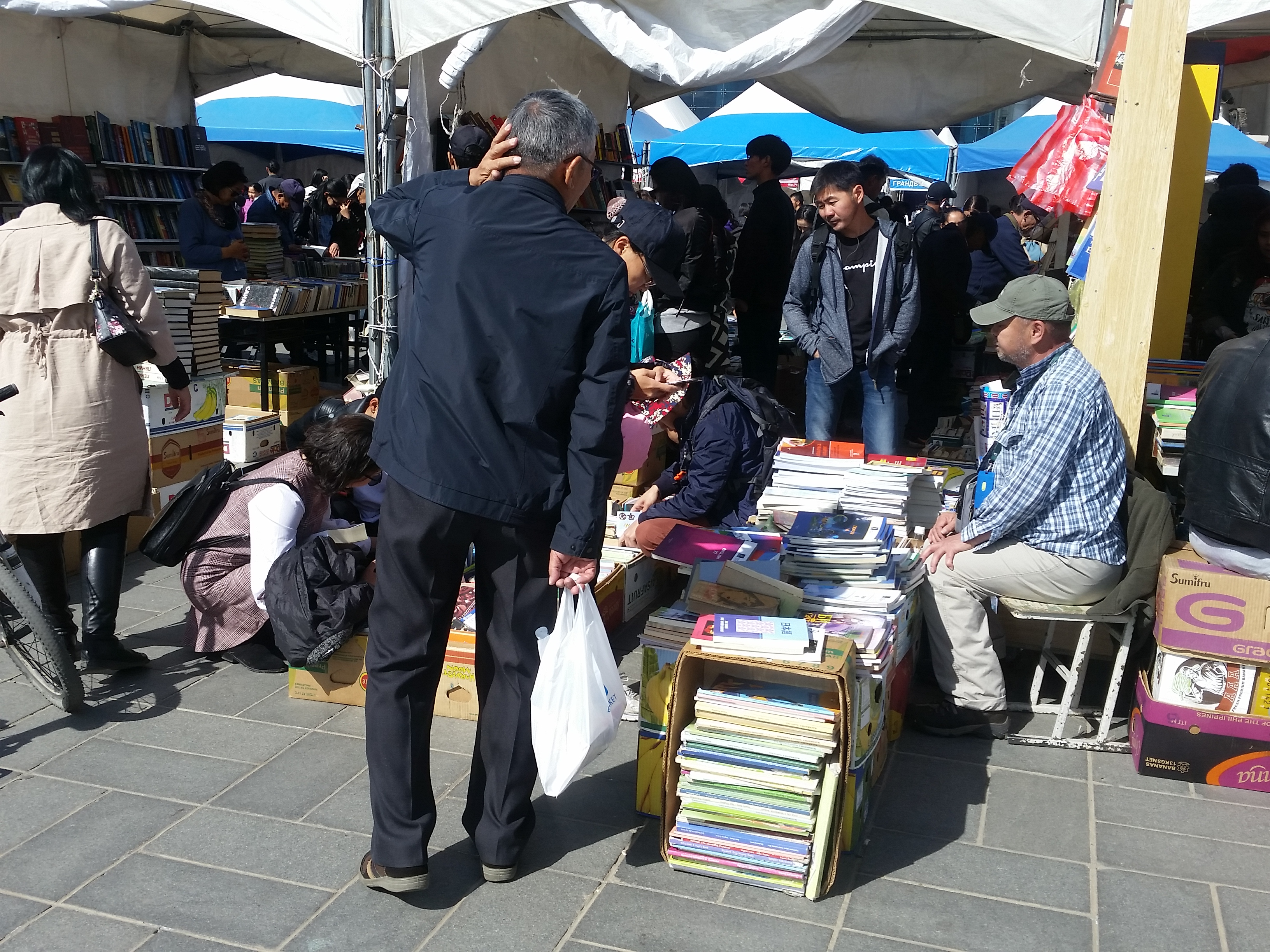

Ulan Bator bokmässa organiseras varje år i maj under våren och i september under hösten i Ulan Bator, Mongoliet. Mer än 300 författare och mer än 120 förlag och relaterade organisationer deltar i evenemanget tillsammans med tusentals bokläsare. Denna händelse arrangeras av stadens kulturavdelning och utbildningsministeriet i Mongoliet. Denna bokmässa gör det möjligt för bokläsare att bli introducerade med de nyaste böckerna, träffa författare och delta i deras boksamtal.   